# Национално знаме на Кирибати
Националното знаме на Кирибати е прието на 12 юли 1979 година. Знамето е съставено от две хоризонтално поставени ленти, от които горната лента червена на нея е изобразена в златисто птица фрегата и изгряващо златно слънце. Втората лента се състои от син фон с три бели хоризонтални вълнообразни ивици. Белите представляват трите островни групи, от които е съставена държавата, а това са: Гилбъртови острови, острови Феникс и острови Лайн. Седемнадесетте лъчи на слънцето символизират шестнадесет от Гилбъртовите острови и остров Банаба. Птицата символизира овладяването на морето, сила и свобода, вълните и синьото символизират Тихия океан, а слънцето символизира местонахождението на Кирибати т.е. близостта до екватора.
Този дизайн всъщност е герба на колониалното знаме на Кирибати, което е било изработено през 1932 година.
Веднага след обявяването на независимостта на Кирибати се провежда конкурс за избор на новото знаме на държавата и днешния дизайн, който се основава на колониалния бива избран.

## Знаме през годините
- Колониалното знаме на Кирибати в периода 1937 – 1976 г.